# Legalisme (teologia)
En teologia cristiana, legalisme (o nomisme) és un terme pejoratiu que fa referència a posar la llei per sobre de l'evangeli. L'Enciclopèdia del cristianisme als Estats Units defineix el legalisme com un terme pejoratiu de “l'adhesió directa o indirecta de comportaments, disciplines i pràctiques en la creença que per assolir la salvació i la posició correcta davant Déu”, subratllant la necessitat d'accions per guanyar la salvació "en oposició a la creença en la salvació per la gràcia de Déu," atorgada a l'individu mitjançant la fe en Jesucrist ". Històricament, molts erudits cristians del Nou Testament van atacar el judaisme per suposadament ser "legalistes"; aquesta acusació ha estat rebutjada per altres estudiosos, com E. P. Sanders, que identifiquen aquesta crítica com a inexacta i ahistòrica.
L'antinomianisme sovint s'ha considerat com el contrari del legalisme, amb l'ètica situacional com a tercera posició possible.
El 1921, Ernest De Witt Burton va afirmar que a  Gal.:2:16, la paraula grega nomos s'utilitzava "evidentment... en el seu sentit legalista, denotant la llei divina vista com un sistema purament legalista format per estatuts, sobre la base de l'obediència o la desobediència a la qual els individus són aprovats o condemnats com a qüestió de deutes sense gràcia. Aquesta és la llei divina tal com la va definir el legalista."